# Holmsjön (Öljehults socken, Blekinge)
Holmsjön är en sjö i Ronneby kommun i Blekinge och ingår i Bräkneån-Mieåns kustområde.